# Colibri comète
Taphrolesbia griseiventris
Genre
Espèce
Synonymes
- Cynanthus griseiventris Taczanowski, 1883
(protonyme)

Statut de conservation UICN

 EN B1ab(iii,v);C2a(i) : En danger
Statut CITES
Le Colibri comète, Taphrolesbia griseiventris, unique représentant du genre Taphrolesbia, est une espèce de colibris de la sous-famille des Lesbiinae et de la tribu des Lesbiini.

## Distribution
Le Colibri comète est endémique du Pérou.

Carte de répartition de l'espèce

## Référence
(en) « Neotropical Birds Online », Cornell Lab of Ornithology, 15 octobre 2011